# John Orchard
John Orchard (Kennington, Londen, 15 november 1928 - Beckenham, Kent, 3 november 1995) was een Britse acteur. Hij is vooral bekend geworden door zijn rol als capt. 'Ugly John' Black in M*A*S*H, een rol die hij alleen in het eerste seizoen vertolkte. In 1979 keer hij even terug, in een gastrol. Omdat Orchard een Brit is speelde hij vaak butlers.

## Filmografie
- Rustler's Rhapsody (1985) - Sheriff
- Remington Steele televisieserie - Albert Hoskins (Afl., Sting of Steele, 1983)
- The Letter (televisiefilm, 1982) - Geïrriteerde man
- M*A*S*H televisieserie - MP Muldoon (Afl., Captains Outrageous, 1979)
- Baretta televisieserie - Timmy (Afl., Hot Horse, 1978)
- Disneyland televisieserie - Pemberton Captain (Afl., Gus, 1977)
- Switch televisieserie - Coffey (Afl., The Pirates of Tin Pan Alley, 1976)
- Gus (1976) - Pemberton Captain
- Capone (1975) - Dion O'Banion
- Cannon televisieserie - Dolfe (Afl., Kelly's Song, 1974)
- Hawaii Five-O televisieserie - Joe Quillan (Afl., Murder with a Golden Touch, 1974)
- That Man Bolt (1973) - Carter
- M*A*S*H televisieserie - Capt. 'Ugly John' Black (10 afl., 1972-1973)
- Search televisieserie - Craig (Afl., The Packagers, 1973)
- Columbo: Dagger of the Mind (televisiefilm, 1972) - Country Constable
- Gunsmoke televisieserie - Taylor (Afl., Sarah, 1972)
- Madame Sin (1972) - Revolutionair
- The Persuaders televisieserie - Gregor (Afl., The Man in the Middle, 1971)
- Bedknobs and Broomsticks (1971) - Vendor
- Raid on Rommel (1971) - Dan Garth
- The Young Rebels televisieserie - Sgt. Atkins (Afl., Stalemate, 1970)
- The Revolutionary (1970) - Rol onbekend
- Ironside televisieserie - Wayne (Afl., Return to Fiji, 1970)
- Daniel Boone televisieserie - Britse korporaal (Afl., Perilous Passage, 1970)
- The Mod Squad televisieserie - M.P. (Afl., A Seat by the Window, 1969)
- Daniel Boone televisieserie - Perkins (Afl., The Traitor, 1969)
- It Takes a Thief televisieserie - Sergeant-Majoor (Afl., The Funeral Is on Mundy, 1969)
- Daniel Boone televisieserie - Sergeant Malcolm (Afl., Bickford's Bridge, 1969)
- Mannix televisieserie - Wish (Afl., All Around the Money Tree, 1969)
- Hogan's Heroes televisieserie - Captain Sears (Afl., My Favorite Prisoner, 1969)
- The Split (1968) - Guard (Niet op aftiteling)
- Ice Station Zebra (1968) - Survivor
- The Thomas Crown Affair (1968) - John, Crown's Butler (Niet op aftiteling)
- Get Smart televisieserie - Snead (Afl., Run, Robot, Run, 1968)
- Cimarron Strip televisieserie - Limey Pine (Afl., The Judgment, 1968)
- The Beverly Hillbillies televisieserie - Customs Inspector (Afl., The Clampetts in London, 1967)
- Daniel Boone televisieserie - Britse sergeant (Afl., The King's Shilling, 1967)
- Mission: Impossible televisieserie - Maharis (Afl., The Widow, 1967)
- Daniel Boone televisieserie - Britse sergeant (Afl., Delo Jones, 1967)
- The Girl from U.N.C.L.E. televisieserie - Heathcliffe (Afl., The Kooky Spook Affair, 1967)
- The Girl from U.N.C.L.E. televisieserie - Boarherden (Afl., The Fountain of Youth Affair, 1967)
- The Time Tunnel televisieserie - Engelard (Afl., The Revenge of Robin Hood, 1966)
- The Baron televisieserie - Marvin (Afl., The Maze, 1966)
- Jericho televisieserie - Rol onbekend (Afl., The Loot of All Evil, 1966)
- Hogan's Heroes televisieserie - Billett (Afl., Klink's Rocket, 1966)
- The Big Valley televisieserie - Banks (Afl., Barbary Red, 1966)
- I Spy televisieserie - Gavin (Afl., Affair in T'Sien Cha, 1965)
- Hogan's Heroes televisieserie - Sergeant Walker (Afl., The Prisoner's Prisoner, 1965)
- Daniel Boone televisieserie - Stone (Afl., Perilous Journey, 1965)
- Disneyland televisieserie - The Butler (Afl., The Further Adventures of Gallegher: The Daily Press vs. City Hall, 1965)
- King Rat (1965) - Pvt. Gurble
- The Man from U.N.C.L.E. televisieserie - Forrest (Afl., The Gazebo in the Maze Affair, 1965)
- Bob Hope Presents the Chrysler Theatre televisieserie - Lieutenant Wilson (Afl., The War and Eric Kurtz, 1965)
- The Rogues televisieserie - Lawrence Creighton (Afl., The Laughing Lady of Luxor, 1965)
- Strange Bedfellows (1965) - Radio Dispatcher
- The Further Adventures of Gallegher televisieserie - Jason, the Butler (Afl., The Daily Press vs. City Hall, 1965)
- Twelve O'Clock High televisieserie - Phillip Fraser (Afl., The Suspected, 1964)
- Combat! televisieserie - Robin (Afl., What Are the Bugles Blowing For?: Part 1, 1964)
- The Rogues televisieserie - Mike Wetherby (Afl., House of Cards, 1964)
- The Feminine Touch (1956) - Rol onbekend
- The Gentle Gunman (1952) - Sentry
- I Believe in You (1952) - Braxton (Niet op aftiteling)